# Clet Abraham
Clet Abraham, né en Bretagne, est un peintre et un sculpteur français, actif en Italie depuis 1990.

## Biographie
Clet Abraham naît le 2 octobre 1966 en Bretagne,.
Il réalise ses études à l'École des beaux-arts de Rennes puis, après avoir exposé dans différentes galeries d'art bretonnes, il part s'installer à Rome où il exerce le métier de restaurateur de meubles anciens. Il expose alors dans de nombreuses galeries, romaines, parisiennes et bretonnes (Galleria Studio 99, Galerie Le Marais à Paris, Galerie Armel à Nantes) et dans différentes institutions culturelles. En 2005 il s'installe à Florence où il exerce encore actuellement. Ses œuvres connaissent un succès notable auprès de collectionneurs privés à Paris, Monte-Carlo, New York. De nombreuses entités privées, comme la Banca Popolare dell'Etruria e del Lazio, l'Istituto Tommaso Crudeli de Udine et le Castello di Poppi lui ont commissionné des œuvres de prestige.
Il a participé aux trois éditions de l'exposition collective Fuori Luogo organisée par la société Chiessi e Fedi en 2008 au palais Strozzi, 2009 au Teatro della Pergola – où il a obtenu le record des ventes – et en 2010 à la Galleria delle Carrozze du palais Medici-Riccardi.

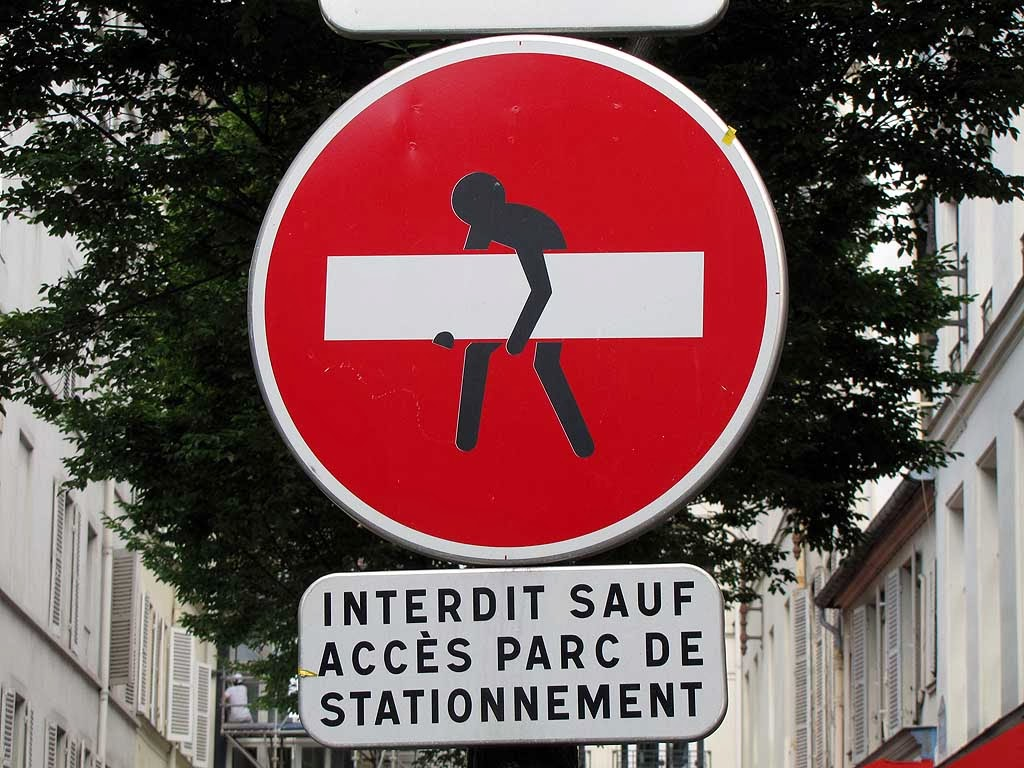
Interdiction d'accès, Clet Abraham à Paris.

## Street art
Clet Abraham n'est pas à proprement parler un street artist, mais il a depuis peu ressenti le besoin d'une expression artistique développée au sein de la vie quotidienne[réf. souhaitée].
Son intérêt se porte actuellement sur la réalisation d'interventions urbaines (Street art). Il a collé à Florence, Bologne, Rome, Turin, Milan, Mulhouse, Lucques, Palerme, Pérouse, Naples, Bruxelles, Londres, Valence (Espagne), Sassari, Douarnenez, Rennes, Quimper, Audierne, Pont-Croix, New York et Paris des stickers sur des panneaux signalétiques, tout en respectant leur lisibilité. Ses interventions suscitent de nombreuses questions pour leur contenu parfois provocateur[réf. souhaitée].
Le Christ crucifié appliqué au panneau de « voie sans issue » a notamment, en Italie, pour son côté à première vue blasphématoire, fait couler beaucoup d'encre[réf. souhaitée]. A Pistoia (Italie), Clet reçoit une amende pour avoir « sali les panneaux ». À Osaka en 2015, Mami Urakawa, la compagne de l'artiste, est placée en garde à vue après que le couple a posé des stickers sur des panneaux de signalisation.
Voici comment l'auteur motive le sens de ses interventions[réf. souhaitée] : « Nous sommes toujours plus envahis par la signalétique ; l'espace urbain délivre quantité de messages basilaires et unilatéraux, certes utiles, mais pour le moins bêtifiants. Je voudrais, en revanche, qu'à l'unilatéralité du message soit substituée l'idée de réversibilité, qu'un sens nouveau s'ajoute au premier, orientant d'autres niveaux de lecture. »
En octobre 2010, dans l'intention d'inviter l'institution culturelle florentine à porter son regard sur la réalité artistique contemporaine, il installe un autoportrait dans une des salles de la collection Loeser du Palazzo Vecchio, à quelques centimètres d'un Pontormo.
En septembre 2016, invitée par la galerie Orlinda Lavergne, Clet intervient dans les rues de Mulhouse en détournant plus de 200 panneaux de circulation et y organise une exposition à la galerie,.

## Street artouArt Public?
Sa plus récente installation urbaine a lieu dans la nuit du 19 au 20 janvier 2011. Alors que dans le Studiolo de François Ier de Médicis, l'institution accueille le crâne diamanté de Damien Hirst, Clet dispose sur l'une des avancées triangulaires du Pont alle Grazie son typique petit homme noir, l'homme du commun, un pied ancré sur l'avancée et l'autre lancé dans le vide. Il s'agit de proposer une alternative populaire au crâne de la pop-star de la brit-art évalué à 100 000 000 euros, de rendre aux « hommes du commun » les bénéfices de l'art. Pour le critique italien Francesco Bonami, organisateur  de l'exposition Hirst au Palazzo Vecchio, cette sculpture s'élançant dans le vide est la parfaite représentation de la chute et de l'immobilisme culturel en Toscane. Dans sa réponse à la sévère critique de Bonami, Clet répond que « Si mon personnage est immobile c'est qu'il est « cueilli » en train de « faire un pas ». ».
Son personnage finit par accomplir ce pas audacieux, mais en tant qu'invité officiel de la municipalité de Signa qui lui commissionne l'installation. C'est sur le plan d'eau du parc des Renai que Clet  décide de faire marcher sa sculpture, en réponse à l'hypothèse pessimiste de Francesco Bonami. Le pas est fait, il a fui le pont, et il marche désormais sur les eaux.

## Articles
- Bell'Italia, no 204 paru en avril 2003
- Famiglia Cristiana, no 26 paru le 26 juin 2005
- Coffee Colours, no 35 paru en mars 2009 (couverture)
- Coffee Colours, no 36 paru en avril 2009 (couverture)
- Coffee Colours, no 41 paru en octobre 2009 (couverture)
- Arts Magazine, no 45 paru en mai 2010
- Aurora, The world wide interactive journal, no 1 paru en juin 2010
- Iconic Strickers, en STUDIO Architecture and Urbanism magazine[17] Issue#03 Icon[18]paru en octobre 2012, Romolo Calabrese (en) Ed.
- Clet Abraham, Irene Sartoretti, «Art sur la Route», en Revue Flux n.100 http://www.flux100.cnrs.fr/ paru en janvier 2017.